# 坎蒂洛
坎蒂洛（Kantilo），是印度奥里萨邦Nayagarh县的一个城镇。总人口8727（2001年）。

## 人口
该地2001年总人口8727人，其中男性4470人，女性4257人；0—6岁人口952人，其中男507人，女445人；识字率72.20%，其中男性为80.34%，女性为63.66%。